# Una nit perfecta
Una nit perfecta  (títol original: The Third Wheel) és una pel·lícula estatunidenca dirigida per Jordan Brady i estrenada l'any 2002. Ha estat doblada al català.

## Argument
Stanley decideix demanar a Diana que surti amb ella, però el que creia que seria una nit perfecta comença amb una sèrie de situacions desafortunades que duraran tota la vetllada.

## Repartiment
- Luke Wilson: Stanley
- Denise Richards: Diana Evans
- Jay Lacopo: Phil
- Ben Affleck: Michael
- Tim DeKay: l'orador a la sala de reunió
- Melissa McCarthy: Marilyn
- David Koechner: Carl
- Phill Lewis: Mitch
- Nicole Sullivan: Sally
- Matt Damon: Kevin
- Lauren Graham: la dona de la recepció
- Jeff Garlin: l'empleat de despatx

## Crítica
- "Comèdia d'embulls, de cort sentimental (...) triangle amorós abordat de manera senzilla i sense pretensions, la qual cosa produeix certa simpatia (...) acceptable ritme narratiu."[3]